# アシガバート駅
アシガバート駅（アシガバートえき、トルクメン語: Aşgabat demirýol menzili、英: Ashgabat Railway Station）はトルクメニスタンの首都アシガバートにある、トルクメン鉄道の駅。
アシガバートの主要駅である。当駅は当初1888年に建造されたが、1948年の地震後に再建されることとなった。

## 歴史

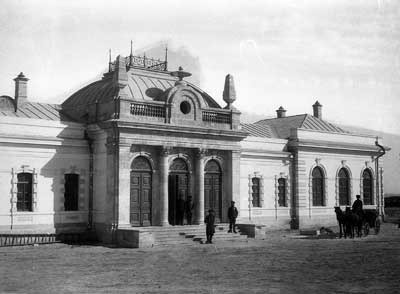
アシガバート駅の歴史的な外観（20世紀初期）

当駅は1888年に建設されたが、1948年のアシガバート地震によって完全に破壊された。
その後、古い駅があった基礎の上に、1950年に当駅が再建された。
2009年には駅舎が新しい外観を装った。
トルコ共和国の企業「Belda Insaat」が、当駅の設計および根本的な再建を行った。

## サービス
貨物輸送向けの2本と旅客サービス向けの5本となる、7本の列車ルートがある。
アシガバート発Serakhs行きの列車は、当駅を週に2回出発し、残りは毎日出発している。
旅客列車
- 601/602 アシガバート - Serhetabat - アシガバート
- 604/603 アシガバート - Balkanabad - アシガバート
- 606/605 アシガバート - トルクメンバシ - アシガバート
- 607/608 アシガバート - Dashoguz - アシガバート
- 615/606 アシガバート - Sarahs - アシガバート

貨物列車
- 3/4 アシガバート - テュルクメナバート - アシガバート
- 95/96 アシガバート - Atmurat - アシガバート